# Lasiopodomys mandarinus
Lasiopodomys mandarinus је врста глодара из породице хрчкова (Cricetidae).

## Распрострањење
Ареал врсте покрива средњи број држава у источној Азији. Врста је присутна у Јужној Кореји, Кини, Монголији, Русији и Северној Кореји.

## Станиште
Станишта врсте су шуме, планине, језера и језерски екосистеми и речни екосистеми до 3.000 метара надморске висине.

## Начин живота
Број младунаца које женка доноси на свет је обично 2-4.

## Угроженост
Ова врста није угрожена, и наведена је као последња брига јер има широко распрострањење.